# 奧里亞霍沃市鎮

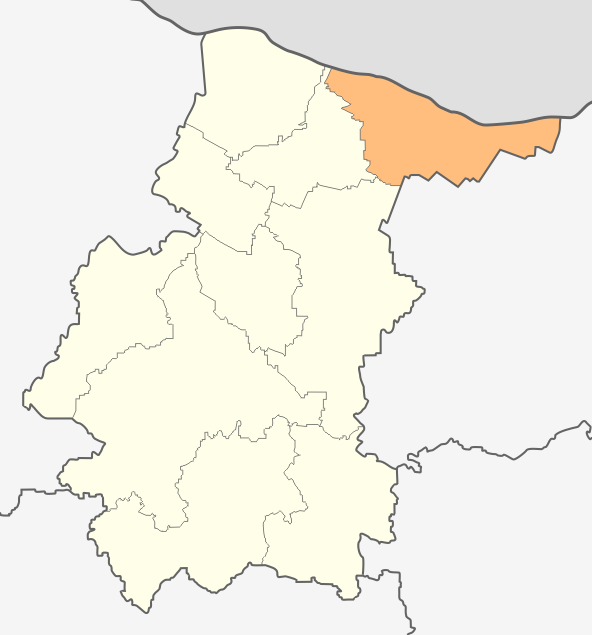

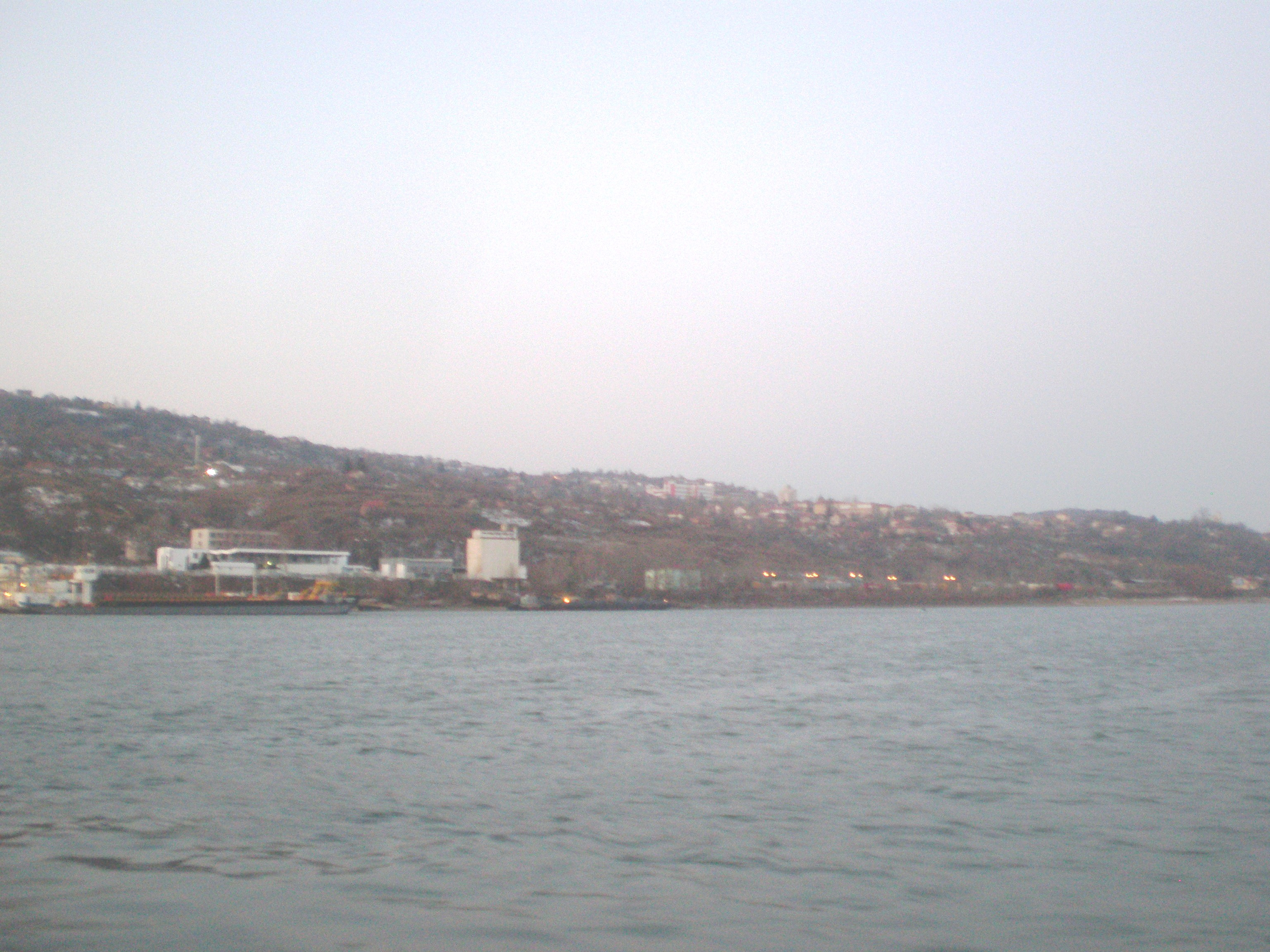

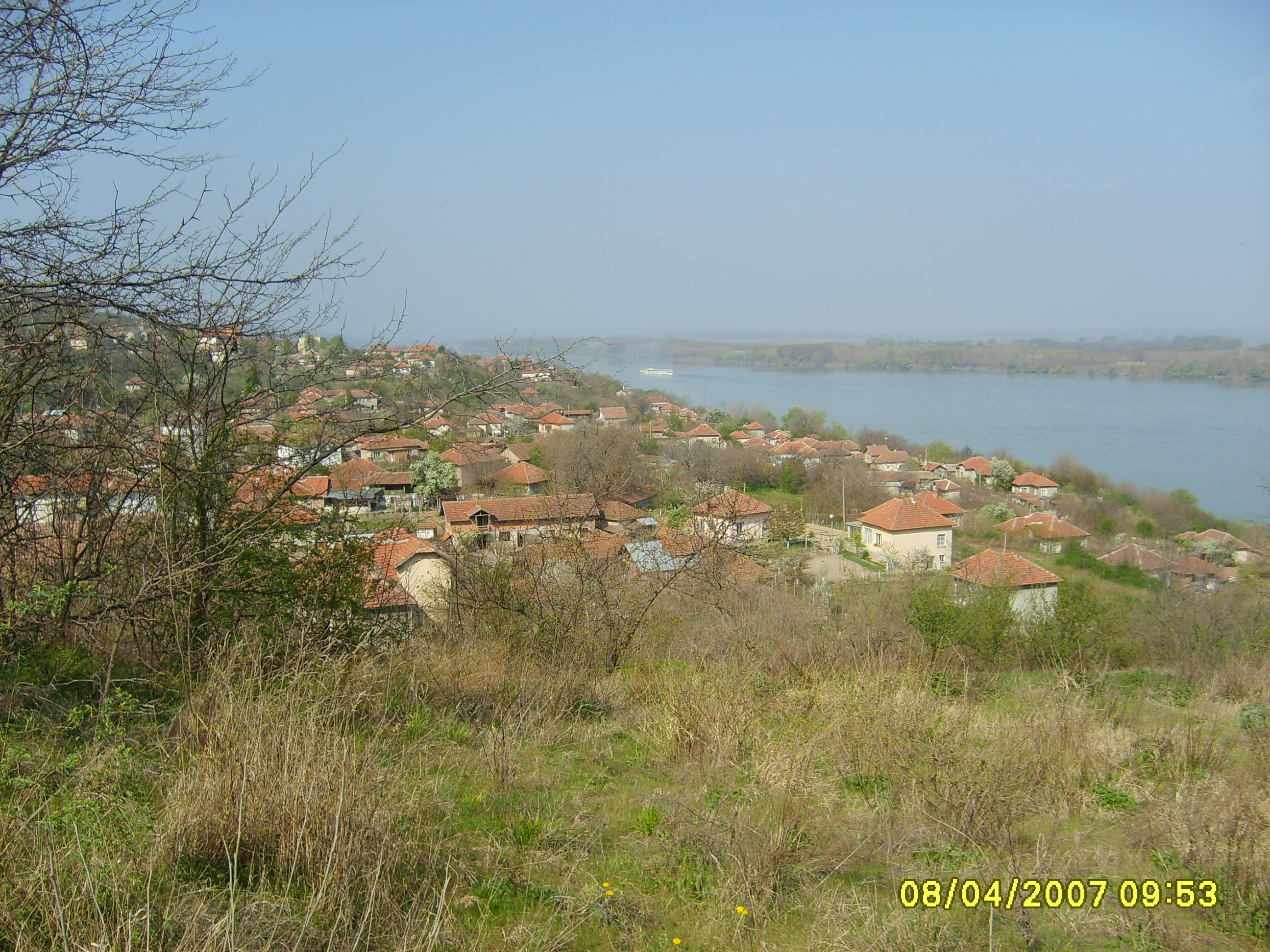

奧里亞霍沃市，是保加利亞的城鎮，位於該國西北部，由弗拉察州負責管轄，首府設於奧里亞霍沃，面積327平方公里，2011年人口11,522，人口密度每平方公里35.24人。